# Zeit zu beten. Ein Krimi aus Passau
Zeit zu beten. Ein Krimi aus Passau ist ein deutscher Fernsehfilm aus dem Jahr 2024 von Regisseurin Johanna Moder nach einem Drehbuch von Michael Vershinin mit Marie Leuenberger und Michael Ostrowski. Es ist die fünfte Folge der ARD-Kriminalfilmreihe Ein Krimi aus Passau. 

## Handlung
Die frühere, aus Berlin stammende und nunmehr in Passau im Zeugenschutz lebende Polizistin Frederike Bader will ihrem ehemaligen Zeugenschützer und zwischenzeitlich zum Leiter der Passauer Kriminalpolizei beförderten Jochen Mohn in einer privaten Angelegenheit helfen. Unterstützung holt sie sich dabei vom österreichischen Privatdetektiv Ferdinand Zankl.
Mohn hegt den Verdacht, dass Rechtsanwalt Jürgen Ritter, der neue Lebensgefährte seiner Ex-Frau Monique, als Handlanger organisierter Geldwäscher fungiert. Ritter ist seit zwei Jahren exklusiv für eine Schweizer Investmentgesellschaft tätig, der allerdings nichts vor Gericht Verwendbares nachgewiesen werden konnte. Außerdem lebt Ritter nicht nur mit Jochen Mohns Ex-Frau unter einem Dach, sondern auch mit Mohns achtjährigem Sohn Mamadou. Offiziell kann Mohn nicht gegen Ritter ermitteln, daher nehmen Bader und Zankl für ihn Nachforschungen auf. Bader folgt Ritter zu einem Fastenseminar ins Kloster, wo er eine Auszeit verbringt und während einer Meditationsrunde direkt neben Frederike stirbt. Unter den Seminarteilnehmenden befindet sich Elisabeth Kruger, die Ritter ebenfalls beobachtete. Laut Obduktionsbericht starb Ritter an Plötzlichem Herztod.
Während des Seminars wird Ritters Haus von Richard Hummel durchsucht, der in Verbindung mit Kruger steht und Jochen Mohn bei der Rückkehr mit seinem Sohn niederschlägt. Hummel nimmt Mamadou als Geisel. Ritter hatte vor seinem Tod bei Ali Sahamir, dem Betreiber einer Schuhmanufaktur, einen Brief hinterlegt, der im Fall seines Todes an die Behörden geht. Hummel fordert diesen Brief von Mohn als Lösegeld für seinen Sohn, den Brief dürfe er aber keinesfalls öffnen oder mit einem Tracker versehen.
Zankl stattet Amtsleiter Dr. Dirnbacher am Landratsamt einen Besuch ab. Dirnbacher war ebenso wie seine Chefin, die Landesrätin, bis vor zwei Monaten gegen ein Projekt der Investmentgesellschaft, bei dem an einem See in Niederbayern eine Beauty-Klinik errichtet werden soll. Für Zankl stellt sich die Frage, wieso Dirnbacher diesbezüglich plötzlich seine Meinung geändert hatte, insbesondere nachdem gegen die Schwestergesellschaft der Klinik in Thüringen wegen Geldwäsche ermittelt wird und wie sich dieser ein teures privates Bauprojekt leisten kann. Außerdem findet Zankl heraus, dass Ritter regelmäßig teure Schuhe bei der Schuhmanufaktur Ali Sahamir in Auftrag gegeben hatte. Aus Ritters Wohnung und Klosterzelle wurden sämtliche Datenträger, Computer, Laptop und Handy gestohlen. 
Nachdem Frederike Jochen Mohn observiert und dieser einen Autounfall verursacht, weiht er sie in die Entführung seines Sohnes ein. Mohn plant, Ritters Brief, den er mittlerweile erhalten hat, an Hummel wie von diesem gefordert zu übergeben und begibt sich im Wald zu einer Kapelle, wo er den Brief mit einem USB-Stick für Hummel hinterlässt. Anschließend erhält Mohn die Information über den Aufenthaltsort seines Sohnes. Bald darauf kann er Mamadou wieder in die Arme schließen und Mohn und seine Ex-Frau kommen sich wieder näher.
In der Schuhsohle der von Sahamir für Ritter gefertigten blau-roten Wildlederschuhe findet Zankl eine 2-Terabyte-Speicherkarte, auf der sich unter anderem eine Anleitung findet, wie Ritters gestohlene Geräte bei Bedarf wiedergefunden werden können. Damit macht er Ritters Computer ausfindig und führt Frederike zu Hummels Wohnwagen, der im Wald geparkt ist. Nachdem Bader von Hummel angeschossen wird, schießt Zankl auf Hummel und verletzt diesen an der Halsschlagader. Der schwer verletzte Hummel wird später von Kruger erschossen. Auf der Speicherkarte findet sich außerdem eine Liste aller bestochenen Politiker und Listen von Schweizer Nummernkonten sowie Schein- und Subunternehmen, die Schwarzarbeitende beschäftigten. Ritter hatte über 25 Millionen Schwarzgeld aus der Schweiz geholt, mit drei Prozent Provision für ihn selbst.
In einer Nebenhandlung machen Frau Hertel, Mia und Franz einen Ausflug nach Altötting zur Gnadenkapelle mit der Schwarzen Madonna.

## Produktion und Hintergrund
Die Dreharbeiten der Folge mit Arbeitstitel Lebenszeichen fanden vom 10. März bis zum 7. April 2022 statt, gedreht wurde in Passau, München und Umgebung, so in der Gnadenkapelle in Altötting und im Schloss Fürstenried.
Produziert wurde der Film von der Hager Moss Film GmbH (Produzentinnen Kirsten Hager und Diana Chylla) im Auftrag des Bayerischen Rundfunks und ARD Degeto.
Die Kamera führte Robert Oberrainer, die Musik schrieb Manu Kurz, die Montage verantwortete Karin Hammer und das Casting Franziska Aigner. Das Kostümbild gestaltete Mika Braun, das Szenenbild Debora Reischmann, den Ton Ivo Wellmann und die Maske Christine Bernrieder und Nadine Scherer.

## Veröffentlichung
In der ARD Mediathek wurde der Film am 22. Januar 2024 veröffentlicht, die Erstausstrahlung im Ersten erfolgte am 25. Januar 2024. ORF-Premiere war am 30. März 2024.

## Rezeption

### Kritiken
Tilmann P. Gangloff vergab auf tittelbach.tv vier von sechs Sternen. Abgesehen von der im Hintergrund dräuenden Musik wirke der fünfte Passau-Krimi zunächst harmlos und sei recht entschleunigt gestaltet. Doch der Schein trüge, nach der Entführung wandle sich die Geschichte zum Thriller.
Oliver Armknecht bewertete den Film auf film-rezensionen.de mit fünf von zehn Punkten. Die Produktion sei ein insgesamt passabler Teil der Krimireihe. Viel gerätselt werde zwar nicht, aber dafür werde es später brenzlig, das gut aufgelegte Duo und die stimmungsvollen Settings sorgten für Unterhaltung.
Franziska Wenzlick schrieb auf prisma.de, dass auch der fünfte Passau-Krimi überzeuge. Nach kleineren Anlaufschwierigkeiten nehme dieser vor allem in der zweiten Hälfte an Fahrt auf. Obwohl die Geschichte wenig Unerwartetes bereithalte, bleibe der Krimi spannend bis zur letzten Minute.

### Einschaltquote
Die Erstausstrahlung am 25. Januar 2024 im Rahmen des DonnerstagsKrimis im Ersten wurde in Deutschland von 5,84 Millionen Zuschauern verfolgt, was einem Marktanteil von 22,5 Prozent entsprach.